# Afonso II Gonzaga
Afonso II Gonzaga, em italiano:  Alfonso II Gonzaga (Novellara, 20 de abril de 1616 – Novellara, 25 de julho de 1678) era um nobre italiano, sétimo conde de Novellara, reinando de 1650 a 1678.
Pertencia ao ramo dos Gonzaga-Novellara da família Gonzaga.

## Biografia
Era filho de Camilo II Gonzaga, conde de Novellara, e de Vitória de Cápua. Aquando da morte de seu pai, ocorrida em 1650, sucede-lhe como conde soberano.
Homem muito religioso, governou sabiamente o feudo e, em 1668, fundou o convento de monjas Carmelitas e o das Servas de Maria. Apoiava também diversas obras de caridade a favor das famílias necessitadas e dos estudantes universitários sem meios
Homem culto e amante da leitura, fundou também uma academia literária chamada "dei Gelati".
Afonso II morre em 1678, tendo-lhe sucedido o seu filho Camilo III Gonzaga.

## Honras e Condecorações
Em 1633, em Mântua, foi ordenado como Cavaleiro da Ordem militar do Sangue de Jesus Cristo (Ordine militare del Sangue di Gesù Cristo), Ordem criada pelo Duque Soberano de Mântua.

## Descendência
Afonso II casou com Ricarda Cybo-Malaspina (1622-1683), filha de Carlos I Cybo-Malaspina, duque soberano de Massa e Carrara, de quem teve quatro filhos:
- Catarina (Caterina) (?-1723);
- Camilo (Camillo) (1649-1727), que lhe sucede no condado;
- Carlos (Carlo), morto na infância;
- Carlos (Carlo) (?-1657).